# Bandera de Nuevo Hampshire
La bandera del Estado de Nuevo Hampshire es la bandera utilizada en Nuevo Hampshire, Estados Unidos. Consiste en el escudo del estado centrado y color azul de fondo. Fue adoptada en 1909, y fue cambiada una vez en 1931, cuando el estado modificó su escudo. Antes de 1909, el Estado estuvo representado por varias banderas de regimiento.
El escudo representa la fragata USS Raleigh y está rodeado por una corona de laurel con nueve estrellas. El Raleigh fue una de las primeras 13 naves que el Congreso Continental autorizó para su construcción en 1776, en Portsmouth.
El diseño de la bandera fue clasificado como una de los 10 peores entre los Estados Unidos, las provincias canadienses, y las naciones seleccionadas en una encuesta realizada a los miembros de Asociación Vexológica de América del Norte.
Alguno de los funcionarios de éste estado ha sugerido sustituir el escudo para poner al Viejo de la Montaña en el centro de la bandera, en memoria de su destrucción en 2003, pero no se han tomado decisiones oficiales sobre la propuesta.

## Diseño

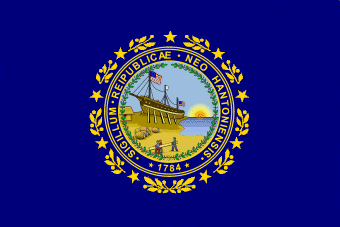
La bandera de Nuevo Hampshire desde 1909 hasta 1931

Bandera de la policía estatal de Nuevo Hampshire.

La bandera del estado de Nuevo Hampshire consiste en el sello estatal centrado en un fondo azul.
Actualmente, es la única bandera estatal de Estados Unidos que presenta una representación de la bandera de estrellas y rayas (la bandera del estado de Utah también incluyó una representación de las estrellas y rayas desde 1903 hasta 2024).
Una encuesta por Internet realizada en 2001 por la Asociación Vexilológica de América del Norte clasificó el diseño de la bandera del estado de Nuevo Hampshire en el puesto 63 entre 72 banderas de estados de Estados Unidos, territorios de Estados Unidos y provincias y territorios de Canadá.
Timothy Josephson, exmiembro de la Cámara de Representantes de New Hampshire, sugirió reemplazar el sello del estado en el centro de la bandera con el Viejo de la Montaña en 2018 para conmemorar su colapso en 2003, pero no se ha tomado ninguna medida oficial sobre la propuesta.

Bandera propuesta por Tim McGough para Nuevo Hampshire (2023).

En noviembre de 2023, el representante estatal Tim McGough propuso un proyecto de ley que habría modificado la bandera para agregar el lema "Vive libre o muere" en Times New Roman debajo del sello. El proyecto de ley fue rechazado en febrero de 2024.